# Ràbita Califal de les Dunes de Guardamar del Segura

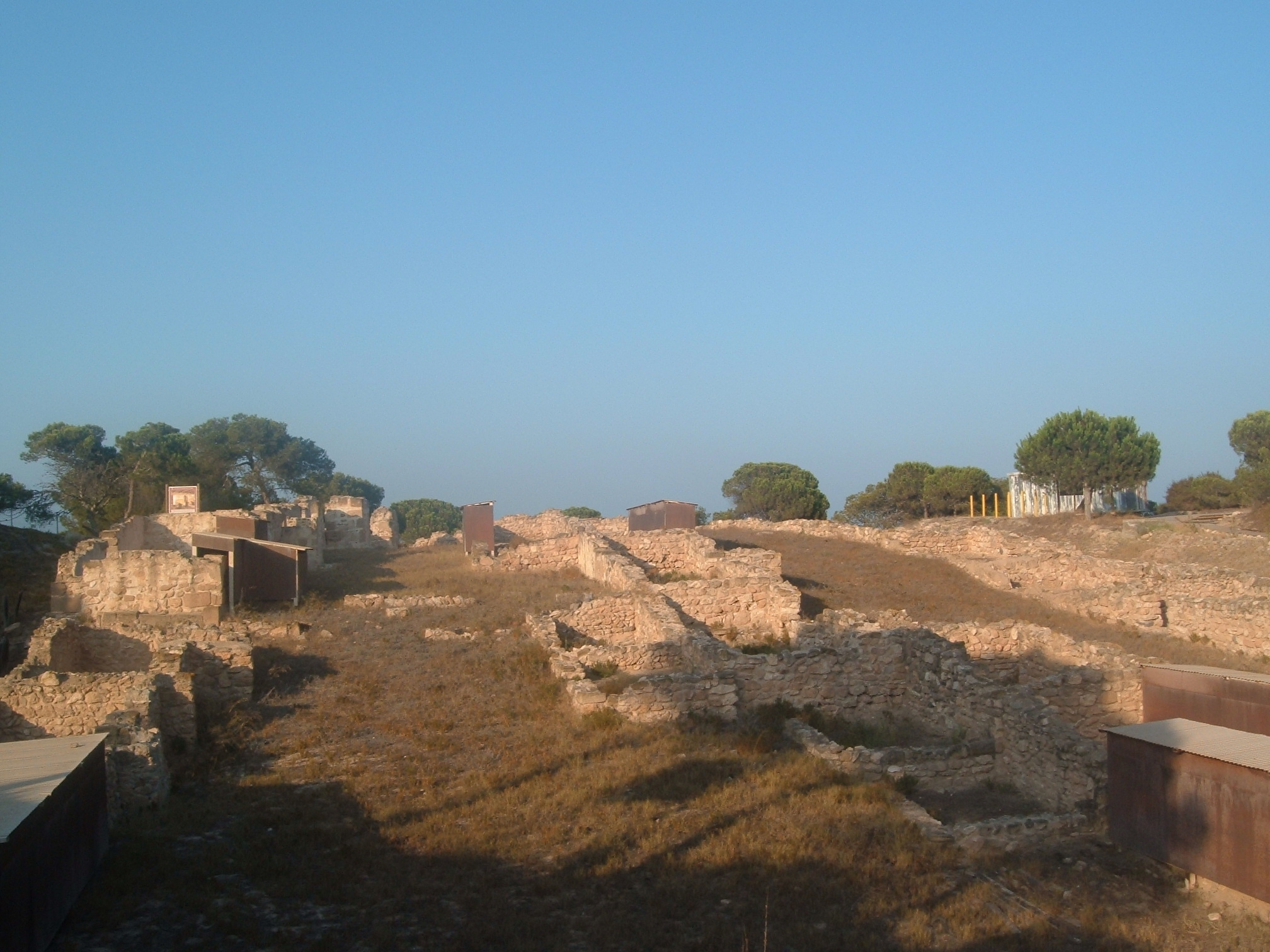
Vista general de la ràbita.

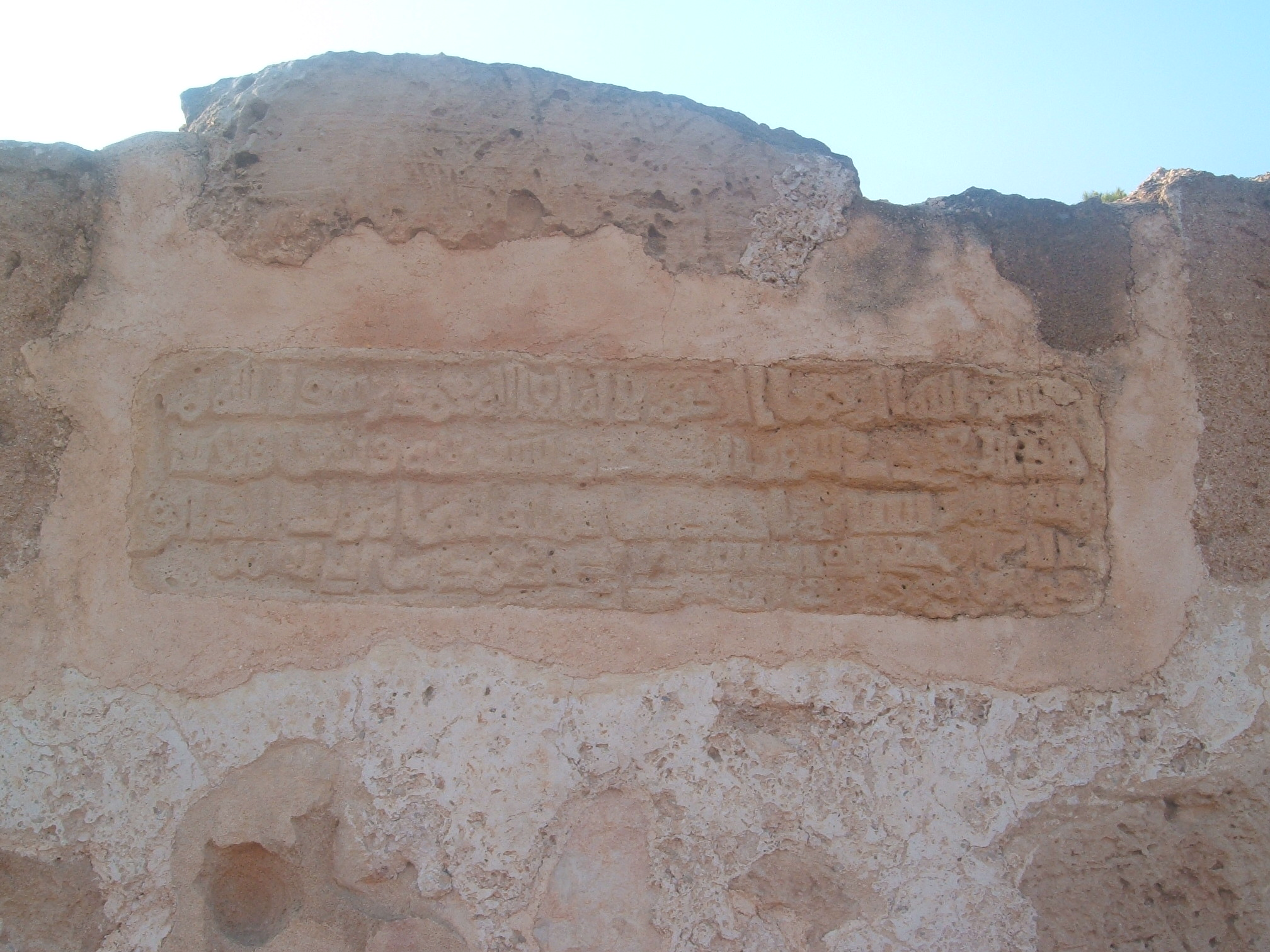
Làpida amb la inscripció àrab trobada en 1897.

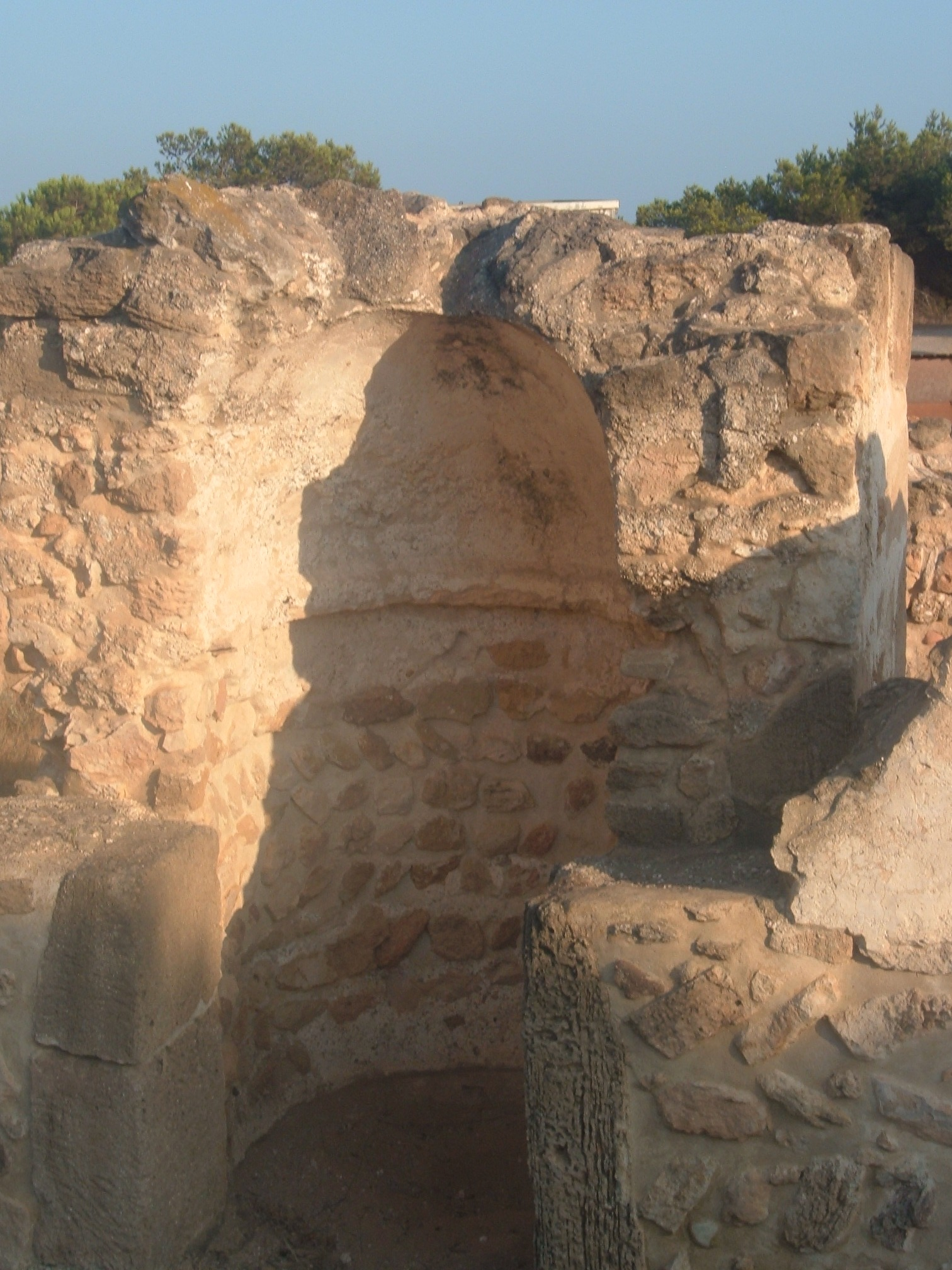
Mihrab de la cambra d'oracions de la ràbita.

El jaciment arqueològic de la Ràbita Califal de les Dunes de Guardamar, País Valencià) data del segle x. Es troba al marge dret de la desembocadura del Segura, a un quilòmetre al nord de Guardamar del Segura, a la part més alta del cordó litoral de dunes, que s'estenen des de la Marina fins a Torrevella. A escassos metres es troben unes altres restes corresponents a la ciutat fenícia de la Fonteta.

## Descobriment
Les excavacions a la ràbita van començar el mes de desembre de l'any 1984, amb la intenció de trobar l'edifici d'on provenia una làpida, apareguda el 1897, la traducció de la qual és la següent:
| « | En el nom de Déu, el Clement, el Misericordiós. No hi ha més Déu que Al·là. Mahoma és l'enviat de Déu. Aquesta mesquita s'acabà al mes de la Moharra de l'any trenta-tres i tres cents. Va ordenar (re)construir-la Ahmad b Bululú van Zar, el que confia en Déu i cerca la recompensa divina, per mitjà de Muhammad van Abu Salamà. Obra de van Marian van al Banya. | » |

## Història
Els orígens d'aquesta ràbita, segons les dades aportades per l'excavació, corresponen a les restes del mur d'una «musalla» alçat en la part més alta del jaciment arqueològic en una data emmarcable a la fi del segle ix. En la segona meitat del mateix segle, quan Abd-ar-Rahman III va pacificar el país i reestructurar administrativament tot el territori del Sharq Al-Àndalus (regió oriental d'Al-Àndalus), comença a desenvolupar una política encaminada a controlar i defensar la costa mediterrània davant les possibles penetracions ideològiques polítiques dels fatimites d'Egipte i per a això, decideix de fer alçar una sèrie de ràbites, de les quals es coneixen la d'Almeria i la de Tortosa; en aquest àmbit és on se situa la construcció de la mesquita que porta la làpida i que, en certa manera, ens constata la nova funció del jaciment: a partir d'aquest moment, el solar de l'antiga «musalla» es transformarà en una ràbita.

## Característiques
El monestir està format per un excepcional complex arquitectònic de cel·les-oratori separades per carrers o espais oberts, en l'interior del qual una comunitat de musulmans dedicava la seua vida al retir espiritual.
Abunden els objectes relacionats amb les activitats quotidianes: els llums d'oli per a la il·luminació, les marmites per cuinar, els pitxers, etc. Sobreïx un conjunt de grafits sobre les parets d'alguna cel·la, producte de les visites de pelegrins al monestir.

## Conclusions
La troballa és d'un gran valor científic, com és la primera ràbita que es descobreix al país, així que la primera vegada que es pot estudiar arqueològicament un edifici d'aquestes característiques. L'interés d'aquest descobriment traspassa les fronteres d'Al-Àndalus, ja que al costat del ribat de Susa a Tunísia, fundat pels Aglàbides l'any 821, i molt restaurat posteriorment, són les ràbites conservades més antigues de l'occident islàmic.